# Copa Chile 2011
La Copa Chile 2011 fue la 32.ª versión del clásico torneo de copa entre clubes de Chile y en el cual participaron equipos de la Primera A, Primera B, Tercera A y Tercera B, además de instituciones de carácter amateur y selecciones locales. Fue dirigido por la ANFP, aunque en sus primeras fases fue organizado por la ANFA. Esta edición del torneo comenzó a disputarse el 11 de mayo, en su fase preliminar, y terminó el 16 de noviembre con el triunfo del elenco de Universidad Católica sobre Magallanes por 4-2 en la tanda de penales, luego de igualar 1-1 en el marcador global. Con este resultado, el conjunto cruzado logró su cuarto título en este torneo y de paso obtuvo su clasificación a la Copa Sudamericana 2012 como Chile 1.
A diferencia de otras ediciones, el subcampeón del certamen no obtuvo un medio cupo para disputarlo con otro equipo, según lo que indica el artículo 105 número 1 de las bases del Campeonato Nacional. Esta versión tuvo la participación de 75 equipos y un total de 208 partidos. Juventud Puente Alto, perteneciente a la Tercera División B, se retiró de la competición.

## Formato
Este torneo se basó en el Formato llamado Sistema Leandro Shara, cuya creación y propiedad corresponde a Leandro A. Shara, el cual se encuentra debidamente registrado a su nombre en el Departamento de Derechos Intelectuales, en el Registro de Propiedad Intelectual de la República de Chile.
Bajo esta modalidad el desarrollo del torneo fue el siguiente:

### Primera fase

#### Ronda 1
En esta primera ronda, se enfrentaron entre sí los equipos de la Tercera B en 8 llaves, a partidos de ida y vuelta. El club Juventud Puente Alto decidió restarse del certamen.
| Primera Fase - Ronda 1 - Tercera B | Primera Fase - Ronda 1 - Tercera B | Primera Fase - Ronda 1 - Tercera B | Primera Fase - Ronda 1 - Tercera B | Primera Fase - Ronda 1 - Tercera B | Primera Fase - Ronda 1 - Tercera B | Primera Fase - Ronda 1 - Tercera B | Primera Fase - Ronda 1 - Tercera B | Primera Fase - Ronda 1 - Tercera B | Primera Fase - Ronda 1 - Tercera B |
| Llave                              | Equipo Ida                         | Resultado Global                   | Equipo Vuelta                      | Partido de ida                     | Partido de ida                     | Partido de ida                     | Partido de vuelta                  | Partido de vuelta                  | Partido de vuelta                  |
| Llave                              | Equipo Ida                         | Resultado Global                   | Equipo Vuelta                      | Día                                | Hora                               | Resultado                          | Día                                | Hora                               | Resultado                          |
| ---------------------------------- | ---------------------------------- | ---------------------------------- | ---------------------------------- | ---------------------------------- | ---------------------------------- | ---------------------------------- | ---------------------------------- | ---------------------------------- | ---------------------------------- |
| 1                                  | Deportes Valdivia                  | 2–2 (4–2 p)                        | Deportivo Purranque                | 11/05                              | 19:30                              | 1–1                                | 18/05                              | 20:00                              | 1–1                                |
| 2                                  | Linares Unido                      | 2–2 (4–2 p)                        | Independiente                      | 11/05                              | 20:00                              | 1–0                                | 18/05                              | 16:00                              | 1–2                                |
| 3                                  | General Velásquez                  | 2–7                                | Deportes Santa Cruz                | 11/05                              | 16:00                              | 1–4                                | 18/05                              | 15:00                              | 1–3                                |
| 4                                  | C.D.S. Enfoque                     | 3–1                                | Deportes Rengo                     | 11/05                              | 15:30                              | 2–1                                | 18/05                              | 20:00                              | 1–0                                |
| 5                                  | Academia Quilpué                   | 0–0 (3-4 p)                        | Defensor Casablanca                | 11/05                              | 12:00                              | 0–0                                | 18/05                              | 15:45                              | 0–0                                |
| 6                                  | Sportverein Jugendland             | 3–3 (4-5 p)                        | Lautaro                            | 11/05                              | 20:00                              | 2–0                                | 18/05                              | 20:00                              | 1–3                                |
| 7                                  | Ferroviarios                       | 2–3                                | Cerro Navia                        | 11/05                              | 16:00                              | 1–2                                | 18/05                              | 12:00                              | 1–1                                |
| 8                                  | Peñalolén                          | 2–1                                | Luis Matte Larraín                 | 11/05                              | 21:00                              | 1–1                                | 18/05                              | 20:00                              | 1–0                                |

#### Ronda 2
En esta segunda ronda, se enfrentaron los 8 equipos triunfadores de la ronda anterior (Tercera B), y se incorporaron:
- Los 16 equipos pertenecientes a la Tercera A, y
- 2 equipos amateur regionales:  Selección de fútbol de San Pedro de Atacama y Unión Wanderers General Lagos de Valdivia.

Los 26 equipos fueron divididos en 13 parejas, que disputaron partidos de ida y vuelta para definir a los clasificados a la segunda fase.
| Primera Fase - Ronda 2 - Tercera A | Primera Fase - Ronda 2 - Tercera A | Primera Fase - Ronda 2 - Tercera A | Primera Fase - Ronda 2 - Tercera A | Primera Fase - Ronda 2 - Tercera A | Primera Fase - Ronda 2 - Tercera A | Primera Fase - Ronda 2 - Tercera A | Primera Fase - Ronda 2 - Tercera A | Primera Fase - Ronda 2 - Tercera A | Primera Fase - Ronda 2 - Tercera A |
| Llave                              | Equipo Ida                         | Resultado Global                   | Equipo Vuelta                      | Partido de ida                     | Partido de ida                     | Partido de ida                     | Partido de vuelta                  | Partido de vuelta                  | Partido de vuelta                  |
| Llave                              | Equipo Ida                         | Resultado Global                   | Equipo Vuelta                      | Día                                | Hora                               | Resultado                          | Día                                | Hora                               | Resultado                          |
| ---------------------------------- | ---------------------------------- | ---------------------------------- | ---------------------------------- | ---------------------------------- | ---------------------------------- | ---------------------------------- | ---------------------------------- | ---------------------------------- | ---------------------------------- |
| 9                                  | Deportes Valdivia                  | 3–5                                | Linares Unido                      | 25/05                              | 19:30                              | 1–2                                | 01/06                              | 20:00                              | 2–3                                |
| 10                                 | Deportes Santa Cruz                | 5–6                                | C.D.S. Enfoque                     | 25/05                              | 20:00                              | 2–3                                | 01/06                              | 15:00                              | 3–3                                |
| 11                                 | Defensor Casablanca                | 2–4                                | Lautaro                            | 25/05                              | 15:30                              | 2–2                                | 01/06                              | 20:00                              | 0–2                                |
| 12                                 | Cerro Navia                        | 2–5                                | Peñalolén                          | 25/05                              | 12:00                              | 1–2                                | 01/06                              | 20:00                              | 1–3                                |
| 13                                 | San Pedro de Atacama               | 1–13                               | Municipal Mejillones               | 18/05                              | 14:00                              | 0–4                                | 25/05                              | 20:00                              | 1–9                                |
| 14                                 | Deportes Barnechea                 | 6–1                                | Deportes Quilicura                 | 18/05                              | 15:30                              | 1–0                                | 25/05                              | 12:00                              | 5–1                                |
| 15                                 | Deportes Ovalle                    | 4–1                                | Trasandino                         | 18/05                              | 16:00                              | 2–0                                | 25/05                              | 15:30                              | 2–1                                |
| 16                                 | Provincial Talagante               | 2–2 (4–6 p)                        | Pudahuel Barrancas                 | 18/05                              | 18:00                              | 1–1                                | 25/05                              | 19:00                              | 1–1                                |
| 17                                 | Deportes Melipilla                 | 1–5                                | San Antonio Unido                  | 18/05                              | 19:30                              | 0–1                                | 25/05                              | 19:00                              | 1–4                                |
| 18                                 | Iberia                             | 3–1                                | Unión Santa María                  | 18/05                              | 19:30                              | 0–1                                | 01/06                              | 19:30                              | 3–0                                |
| 19                                 | Fernández Vial                     | 2–2 (2–4 p)                        | Deportes Temuco                    | 18/05                              | 20:30                              | 1–1                                | 25/05                              | 20:00                              | 1–1                                |
| 20                                 | Municipal La Pintana               | 5–5 (4–2 p)                        | Colchagua                          | 25/05                              | 20:00                              | 4–4                                | 01/06                              | 19:00                              | 1–1                                |
| 21                                 | Unión Wanderers                    | 3–5                                | Provincial Osorno                  | 25/05                              | 20:00                              | 2–0                                | 01/06                              | 20:00                              | 1–5                                |

## Segunda fase
Esta tercera etapa se inició el 8 de junio con 36 equipos. Se enfrentaron los 13 equipos triunfadores de la ronda anterior (Tercera B/Tercera A), y se incorporaron:
- 9 de los campeones regionales de ANFA (amateur)
- Los 14 equipos pertenecientes a la Primera B (profesionales)

Los 36 equipos fueron divididos en 18 parejas, que disputaron partidos de ida y vuelta para definir a los clasificados a la tercera fase.
| Segunda Fase - Primera B | Segunda Fase - Primera B        | Segunda Fase - Primera B | Segunda Fase - Primera B | Segunda Fase - Primera B | Segunda Fase - Primera B | Segunda Fase - Primera B | Segunda Fase - Primera B | Segunda Fase - Primera B | Segunda Fase - Primera B |
| Llave                    | Equipo Ida                      | Resultado Global         | Equipo Vuelta            | Partido de ida           | Partido de ida           | Partido de ida           | Partido de vuelta        | Partido de vuelta        | Partido de vuelta        |
| Llave                    | Equipo Ida                      | Resultado Global         | Equipo Vuelta            | Día                      | Hora                     | Resultado                | Día                      | Hora                     | Resultado                |
| ------------------------ | ------------------------------- | ------------------------ | ------------------------ | ------------------------ | ------------------------ | ------------------------ | ------------------------ | ------------------------ | ------------------------ |
| 22                       | Linares Unido                   | 5–7                      | Naval                    | 08/06                    | 20:00                    | 4–4                      | 15/06                    | 15:30                    | 1–3                      |
| 23                       | C.D.S. Enfoque (Machalí)        | 4–4 (3–2 p)              | Iberia                   | 08/06                    | 19:00                    | 0–1                      | 15/06                    | 19:30                    | 4–3                      |
| 24                       | Lautaro                         | 2–10                     | Curicó Unido             | 08/06                    | 20:00                    | 2–3                      | 15/06                    | 20:30                    | 0–7                      |
| 25                       | Peñalolén                       | 1–7                      | Municipal La Pintana     | 08/06                    | 20:00                    | 0–1                      | 15/06                    | 20:00                    | 1–6                      |
| 26                       | Municipal Mejillones            | 3–3 (5–4 p)              | Deportes Antofagasta     | 08/06                    | 20:00                    | 1–0                      | 15/06                    | 13:00                    | 2–3                      |
| 27                       | Deportes Barnechea              | 1–1(4–5 p)               | Magallanes               | 08/06                    | 15:30                    | 0–0                      | 15/06                    | 19:00                    | 1–1                      |
| 28                       | Deportes Ovalle                 | 0–4                      | Coquimbo Unido           | 08/06                    | 15:30                    | 0–3                      | 15/06                    | 20:00                    | 0–1                      |
| 29                       | Pudahuel Barrancas              | 1–6                      | Rangers                  | 08/06                    | 18:00                    | 1–2                      | 15/06                    | 19:00                    | 0–4                      |
| 30                       | San Antonio Unido               | 1–4                      | Everton                  | 08/06                    | 19:00                    | 0–1                      | 15/06                    | 15:30                    | 1–3                      |
| 31                       | Favorita (Lontué)               | 2–7                      | Deportes Temuco          | 08/06                    | 16:00                    | 0–2                      | 15/06                    | 20:00                    | 2–5                      |
| 32                       | Quesos Kumey (Purranque)        | 3–3(5–3 p)               | Provincial Osorno        | 09/06                    | 20:00                    | 3–1                      | 15/06                    | 20:00                    | 0–2                      |
| 33                       | Pozo Almonte                    | 2–6                      | San Marcos de Arica      | 08/06                    | 21:00                    | 2–2                      | 15/06                    | 16:00                    | 0–4                      |
| 34                       | Juventud Hospital (Chañaral)    | 0–6                      | Deportes Copiapó         | 08/06                    | 20:00                    | 0–1                      | 15/06                    | 15:00                    | 0–5                      |
| 35                       | Deportes Paniahue (Santa Cruz)  | 0–2                      | Lota Schwager            | 08/06                    | 20:00                    | 0–2                      | 15/06                    | 15:30                    | 0–0                      |
| 36                       | Estrella del Mar (Lota)         | 0–10                     | Deportes Concepción      | 08/06                    | 15:30                    | 0–6                      | 15/06                    | 15:30                    | 0–4                      |
| 37                       | Dante (Nueva Imperial)          | 0–9                      | Unión Temuco             | 08/06                    | 20:00                    | 0–2                      | 15/06                    | 19:30                    | 0–7                      |
| 38                       | José Miguel Carrera (Purranque) | 1–2                      | Deportes Puerto Montt    | 08/06                    | 20:00                    | 1–1                      | 15/06                    | 20:00                    | 0–1                      |
| 39                       | Balmaceda (San Antonio)         | 1–6                      | San Luis                 | 08/06                    | 20:00                    | 0–3                      | 15/06                    | 19:00                    | 1–3                      |

## Tercera fase
Los 18 equipos ganadores se unieron a los 18 equipos de la Primera A, haciendo un total de 36 equipos. En esta fase, a diferencia de últimas ediciones de la Copa Chile, los equipos clasificados y los de Primera A jugaron 6 partidos, con tres rivales (ida y vuelta).
Bajo este formato, las zonas fueron conformadas con la siguiente base, eso sí, siempre tomando en consideración situaciones geográficas:
- Zona A: Conformada por 12 clubes de Primera A, según ubicación en la fase regular del Torneo de Apertura (del 1° al 12°).
- Zona B: Conformada por 6 clubes de Primera A, según ubicación en la fase regular del Torneo de Apertura (del 13° al 18°), más 6 clubes de Primera B  mejor ubicados de acuerdo a la tabla de posiciones del Campeonato de Apertura (al 12 de junio) y clasificados a esta fase.
- Zona C: Conformada por los restantes clubes de Primera B, más los clasificados de las rondas anteriores.

| Zona A | Zona B | Zona C |
| --- | --- | --- |
| - Universidad Católica - Universidad de Chile - Unión Española - Palestino - O'Higgins - Unión La Calera - Unión San Felipe - Colo-Colo - Huachipato - Audax Italiano - Deportes La Serena - Deportes Iquique | - Universidad de Concepción - Santiago Wanderers - Cobreloa - Cobresal - Santiago Morning - Ñublense - Rangers - Deportes Concepción - San Luis - Naval - Coquimbo Unido - Everton | - Curicó Unido - Puerto Montt - San Marcos de Arica - Unión Temuco - Lota Schwager - Magallanes - Deportes Copiapó - C.D.S. Enfoque - Municipal La Pintana - Municipal Mejillones - Deportes Temuco - Quesos Kumey (Río Negro) |

De esta forma, cada club participante se enfrentó a un equipo de cada zona (ida y vuelta), sin importar en que zona haya sido categorizado, con la excepción de clubes de zonas extremas, que se enfrentarán entre sí, para reducir gasto en traslados:
- Un club de Zona A, tendrá como rivales a otro de Zona A, a uno de Zona B y uno de C.
- Un club de Zona B, tendrá como rivales a uno de Zona A, a otro de Zona B y uno de C.
- Un club de Zona C, tendrá como rivales a uno de Zona A, uno de B y a otro de Zona C.

Se llevó una tabla única de clasificación con todos los participantes. Luego de disputadas las 6 fechas, los 8 equipos mejor ubicados clasificaron a cuartos de final.

### Tabla acumulada
En esta tabla general se agruparon los 36 equipos participantes. Los equipos ubicados dentro de las 8 primeras posiciones, accedieron a la etapa de cuartos de final.
Fecha de actualización: 3 de agosto
|  |     | Equipos de fútbol         | Pts | PJ | G | E | P | GF | GC | Dif |
|  | --- | ------------------------- | --- | -- | - | - | - | -- | -- | --- |
|  | 1.  | Audax Italiano            | 16  | 6  | 5 | 1 | 0 | 19 | 5  | 14  |
|  | 2.  | Santiago Morning          | 16  | 6  | 5 | 1 | 0 | 8  | 3  | 5   |
|  | 3.  | Huachipato                | 15  | 6  | 5 | 0 | 1 | 18 | 5  | 13  |
|  | 4.  | Magallanes                | 14  | 6  | 4 | 2 | 0 | 12 | 3  | 9   |
|  | 5.  | Universidad Católica      | 14  | 6  | 4 | 2 | 0 | 9  | 0  | 9   |
|  | 6.  | Deportes Iquique          | 14  | 6  | 4 | 2 | 0 | 9  | 2  | 7   |
|  | 7.  | Universidad de Concepción | 13  | 6  | 4 | 1 | 1 | 14 | 7  | 7   |
|  | 8.  | Deportes La Serena        | 13  | 6  | 4 | 1 | 1 | 11 | 5  | 6   |
|  | 9.  | Universidad de Chile      | 13  | 6  | 4 | 1 | 1 | 6  | 4  | 2   |
|  | 10. | Unión Española            | 12  | 6  | 4 | 0 | 2 | 15 | 3  | 12  |
|  | 11. | Cobresal                  | 12  | 6  | 4 | 0 | 2 | 10 | 7  | 3   |
|  | 12. | Rangers                   | 11  | 6  | 3 | 2 | 1 | 15 | 8  | 7   |
|  | 13. | Unión Temuco              | 10  | 6  | 3 | 1 | 2 | 11 | 6  | 5   |
|  | 14. | Ñublense                  | 10  | 6  | 3 | 1 | 2 | 4  | 5  | -1  |
|  | 15. | Unión La Calera           | 9   | 6  | 2 | 3 | 1 | 5  | 5  | 0   |
|  | 16. | Curicó Unido              | 9   | 6  | 3 | 0 | 3 | 4  | 6  | -2  |
|  | 17. | Puerto Montt              | 9   | 6  | 3 | 0 | 3 | 8  | 16 | -8  |
|  | 18. | Deportes Concepción       | 8   | 6  | 2 | 2 | 2 | 10 | 8  | 2   |
|  | 19. | Everton                   | 8   | 6  | 1 | 5 | 0 | 6  | 4  | 2   |
|  | 20. | San Marcos de Arica       | 8   | 6  | 2 | 2 | 2 | 6  | 5  | 1   |
|  | 21. | Colo-Colo                 | 8   | 6  | 2 | 2 | 2 | 9  | 9  | 0   |
|  | 22. | Lota Schwager             | 8   | 6  | 2 | 2 | 2 | 8  | 11 | -3  |
|  | 23. | Santiago Wanderers        | 7   | 6  | 2 | 1 | 3 | 5  | 6  | -1  |
|  | 24. | Coquimbo Unido            | 7   | 6  | 2 | 1 | 3 | 9  | 12 | -3  |
|  | 25. | San Luis                  | 6   | 6  | 1 | 3 | 2 | 4  | 5  | -1  |
|  | 26. | O'Higgins                 | 5   | 6  | 1 | 2 | 3 | 7  | 9  | -2  |
|  | 27. | Deportes Temuco           | 5   | 6  | 1 | 2 | 3 | 7  | 10 | -3  |
|  | 28. | Mejillones                | 5   | 6  | 1 | 2 | 3 | 6  | 10 | -4  |
|  | 29. | Cobreloa                  | 5   | 6  | 1 | 2 | 3 | 5  | 9  | -4  |
|  | 30. | Deportes Copiapó          | 3   | 6  | 1 | 0 | 5 | 4  | 10 | -6  |
|  | 31. | Unión San Felipe          | 2   | 6  | 0 | 2 | 4 | 2  | 6  | -4  |
|  | 32. | Palestino                 | 2   | 6  | 0 | 2 | 4 | 7  | 13 | -6  |
|  | 33. | Naval                     | 1   | 6  | 0 | 1 | 5 | 2  | 9  | -7  |
|  | 34. | Enfoque                   | 1   | 6  | 0 | 1 | 5 | 5  | 22 | -17 |
|  | 35. | Quesos Kumey              | 0   | 6  | 0 | 0 | 6 | 4  | 18 | -14 |
|  | 36. | La Pintana                | 0   | 6  | 0 | 0 | 6 | 2  | 20 | -18 |

|  | Clasificados a cuartos de final. |

## Fase final
Las parejas se determinaron por criterios geográficos. En cada llave el equipo que obtuvo la peor posición en la tabla de posiciones de la tercera ronda, actuó de local en el encuentro de ida. En caso de igualdad en puntos al término del partido de revancha, se definió al clasificado por:
- Mayor diferencia entre los goles marcados y recibidos.
- Lanzamientos penales.

|  | Cuartos de final                     | Cuartos de final                     | Cuartos de final                     |   |                      | Semifinales                             | Semifinales                             | Semifinales                             |  |  | Final                           | Final                           | Final                           |
|  | 31 ago. (ida) - 3 y 4 sept. (vuelta) | 31 ago. (ida) - 3 y 4 sept. (vuelta) | 31 ago. (ida) - 3 y 4 sept. (vuelta) |   |                      | 5 y 9 oct. (ida) - 9 y 12 oct. (vuelta) | 5 y 9 oct. (ida) - 9 y 12 oct. (vuelta) | 5 y 9 oct. (ida) - 9 y 12 oct. (vuelta) |  |  | 9 nov. (ida) - 16 nov. (vuelta) | 9 nov. (ida) - 16 nov. (vuelta) | 9 nov. (ida) - 16 nov. (vuelta) |
|  |                                      |                                      |                                      |   |                      |                                         |                                         |                                         |  |  |                                 |                                 |                                 |
|  | Santiago Morning                     | 1                                    | 0                                    |   |                      |                                         |                                         |                                         |  |  |                                 |                                 |                                 |
|  | Magallanes                           | 0                                    | 3                                    |   |                      |                                         |                                         |                                         |  |  |                                 |                                 |                                 |
|  | Magallanes                           | 0                                    | 3                                    |   | Magallanes           | 1                                       | 3                                       |                                         |  |  |                                 |                                 |                                 |
|  |                                      |                                      |                                      |   | Magallanes           | 1                                       | 3                                       |                                         |  |  |                                 |                                 |                                 |
|  |                                      | Deportes La Serena                   | 0                                    | 0 |                      |                                         |                                         |                                         |  |  |                                 |                                 |                                 |
|  | Deportes Iquique                     | Deportes La Serena                   | 0                                    | 0 | 1                    | 0                                       |                                         |                                         |  |  |                                 |                                 |                                 |
|  | Deportes Iquique                     |                                      |                                      |   | 1                    | 0                                       |                                         |                                         |  |  |                                 |                                 |                                 |
|  | Deportes La Serena                   | 2                                    | 1                                    |   |                      |                                         |                                         |                                         |  |  |                                 |                                 |                                 |
|  |                                      |                                      |                                      |   |                      |                                         |                                         |                                         |  |  | Magallanes                      | 1                               | 0 (2)                           |
|  |                                      |                                      | Universidad Católica                 | 0 | 1 (4)                |                                         |                                         |                                         |  |  |                                 |                                 |                                 |
|  | Audax Italiano                       | 0                                    | 3 (2)                                |   |                      |                                         |                                         |                                         |  |  |                                 |                                 |                                 |
|  | Universidad Católica                 | 2                                    | 1 (4)                                |   |                      |                                         |                                         |                                         |  |  |                                 |                                 |                                 |
|  | Universidad Católica                 | 2                                    | 1 (4)                                |   | Universidad Católica | 1                                       | 5                                       |                                         |  |  |                                 |                                 |                                 |
|  |                                      |                                      |                                      |   | Universidad Católica | 1                                       | 5                                       |                                         |  |  |                                 |                                 |                                 |
|  |                                      | Universidad de Concepción            | 0                                    | 4 |                      |                                         |                                         |                                         |  |  |                                 |                                 |                                 |
|  | Huachipato                           | Universidad de Concepción            | 0                                    | 4 | 0                    | 2                                       |                                         |                                         |  |  |                                 |                                 |                                 |
|  | Huachipato                           |                                      |                                      |   | 0                    | 2                                       |                                         |                                         |  |  |                                 |                                 |                                 |
|  | Universidad de Concepción            | 3                                    | 5                                    |   |                      |                                         |                                         |                                         |  |  |                                 |                                 |                                 |

### Cuartos de final

#### Santiago Morning - Magallanes
| 31 de agosto de 2011, 16:00 | Magallanes | 0:1 (0:0) | Santiago Morning | Municipal de La Pintana, Santiago (La Pintana) |                            |
|                             |            | Reporte   | Lezcano 85'      | Árbitro(s): Salvador Barea                     | Árbitro(s): Salvador Barea |

| 4 de septiembre de 2011, 12:30 | Santiago Morning | 0:3 (0:0) | Magallanes                            | Municipal de La Pintana, Santiago (La Pintana) |                               |
|                                |                  | Reporte   | Latorre 77' (pen.), 87' · Núñez 90+4' | Árbitro(s): Francisco Caamaño                  | Árbitro(s): Francisco Caamaño |

- Magallanes ganó 3-1 en el marcador global.

#### Deportes Iquique - Deportes La Serena
| 31 de agosto de 2011, 20:00 | Deportes La Serena       | 2:1 (1:0) | Deportes Iquique | La Portada, La Serena                                   |                                                         |
|                             | Meneses 20' · Caroca 82' | Reporte   | Ojeda 67'        | Asistencia: 1.025 espectadores Árbitro(s): Jorge Osorio | Asistencia: 1.025 espectadores Árbitro(s): Jorge Osorio |

| 3 de septiembre de 2011, 22:00 | Deportes Iquique | 0:1 (0:0) | Deportes La Serena | Tierra de Campeones, Iquique                               |                                                            |
|                                |                  | Reporte   | Pezzarossi 49'     | Asistencia: 2.650 espectadores Árbitro(s): Christian Rojas | Asistencia: 2.650 espectadores Árbitro(s): Christian Rojas |

- Deportes La Serena ganó 3-1 en el marcador global.

#### Audax Italiano - Universidad Católica
| 31 de agosto de 2011, 20:00 | Universidad Católica           | 2:0 (0:0) | Audax Italiano | San Carlos, Santiago (Las Condes)                       |                                                         |
|                             | Sepúlveda 48' · Villanueva 50' | Reporte   |                | Asistencia: 4.344 espectadores Árbitro(s): Carlos Ulloa | Asistencia: 4.344 espectadores Árbitro(s): Carlos Ulloa |

| 3 de septiembre de 2011, 17:00 | Audax Italiano                               | 3:1 (1:0) (2:4 p.) | Universidad Católica                      | Municipal de La Florida, Santiago (La Florida)           |                                                          |
|                                | Benítez 31' · Canuhé 86' (pen.) 90+2' (pen.) | [https://web.archive.org/web/20111009023432/http://www.anfp.cl/detalle_noticia.php?noticia=12101 Archivado el 9 de octubre de 2011 en Wayback Machine. penaltis1 = Canuhé 1 · Canío 2 · Pereyra 2 · Ithurralde 2 Reporte] | Harbottle 59'                             | Asistencia: 5.007 espectadores Árbitro(s): Eduardo Ponce | Asistencia: 5.007 espectadores Árbitro(s): Eduardo Ponce |
|                                |                                              | Tiros desde el punto penal |                                           |                                                          |                                                          |
|                                | {{{penaltis1}}}                              | | 1 Mirosevic · 2 Gómez · 3 Mier · 4 Gazale |                                                          |                                                          |

- Universidad Católica ganó 4-2 en la serie de lanzamientos penales.

#### Huachipato - Universidad de Concepción
| 31 de agosto de 2011, 19:00 | Universidad de Concepción  | 2:1 (2:1) | Huachipato | Municipal Alcaldesa Ester Roa, Concepción               |                                                         |
|                             | Guerra 26' · Hernández 31' | Reporte   | Zelaye 20' | Asistencia: 1.067 espectadores Árbitro(s): Claudio Puga | Asistencia: 1.067 espectadores Árbitro(s): Claudio Puga |

| 3 de septiembre de 2011, 18:00 | Huachipato              | 2:5 (0:3) | Universidad de Concepción                                            | Estadio CAP, Talcahuano                                   |                                                           |
|                                | Sandoval 59' · Vera 76' | Reporte   | Aravena 21' · Guerra 29' · Hernández 45' · Ramos 70' · Pellejero 85' | Asistencia: 1.306 espectadores Árbitro(s): Patricio Polic | Asistencia: 1.306 espectadores Árbitro(s): Patricio Polic |

- Universidad de Concepción ganó 8-2 en el marcador global.

Nota: En virtud de la sanción impuesta a Huachipato, el resultado del partido quedó con el marcador de 3 a 0 a favor del equipo del "campanil" para todos los efectos.

### Semifinal

#### Magallanes - Deportes La Serena
| 5 de octubre de 2011, 20:00 | Deportes La Serena | 0:1 (0:0) | Magallanes    | La Portada, La Serena                                      |                                                            |
|                             |                    | Reporte   | Cisternas 65' | Asistencia: 4.742 espectadores Árbitro(s): René De la Rosa | Asistencia: 4.742 espectadores Árbitro(s): René De la Rosa |

| 9 de octubre de 2011, 16:00 | Magallanes                                     | 3:0 (0:0) | Deportes La Serena | Santiago Bueras, Santiago (Maipú)                        |                                                          |
|                             | Latorre 61' (pen.) · Cisternas 78' · Salas 82' | Reporte   |                    | Asistencia: 2.288 espectadores Árbitro(s): Roberto Tobar | Asistencia: 2.288 espectadores Árbitro(s): Roberto Tobar |

- Magallanes ganó 4-0 en el marcador global.

#### Universidad Católica - Universidad de Concepción
| 9 de octubre de 2011, 17:15 | Universidad de Concepción | 0:1 (0:1) | Universidad Católica | Ester Roa Rebolledo, Concepción                           |                                                           |
|                             |                           | Reporte   | Mier 44'             | Asistencia: 3.868 espectadores Árbitro(s): Carlos Rumiano | Asistencia: 3.868 espectadores Árbitro(s): Carlos Rumiano |

| 12 de octubre de 2011, 19:00 | Universidad Católica                                               | 5:4 (5:3) | Universidad de Concepción                        | San Carlos, Santiago (Las Condes)                         |                                                           |
|                              | Martínez 1' · Cereceda 3' · Carignano 13' · Mier 40' · Pizarro 42' | Reporte   | F. Muñoz 36', 45+1' · Aravena 39' · P. Muñoz 76' | Asistencia: 2.500 espectadores Árbitro(s): Julio Bascuñán | Asistencia: 2.500 espectadores Árbitro(s): Julio Bascuñán |

- Universidad Católica ganó 6-4 en el marcador global.

### Final

#### Magallanes - Universidad Católica
| 9 de noviembre de 2011, 19:00 | Universidad Católica | 0:1 (0:0) | Magallanes   | San Carlos, Santiago (Las Condes)                         |                                                           |
|                               |                      | Reporte   | Cárdenas 85' | Asistencia: 8.551 espectadores Árbitro(s): Eduardo Gamboa | Asistencia: 8.551 espectadores Árbitro(s): Eduardo Gamboa |

| 16 de noviembre de 2011, 19:00 | Magallanes                                            | 0:1 (0:0) (2:4 p.) | Universidad Católica                                             | Santa Laura SEK, Santiago (Independencia)                 |                                                           |
|                                |                                                       | [https://web.archive.org/web/20111119001137/http://www.anfp.cl/detalle_noticia.php?noticia=12959 Archivado el 19 de noviembre de 2011 en Wayback Machine. Reporte] | Gazale 90'                                                       | Asistencia: 9.040 espectadores Árbitro(s): Julio Bascuñán | Asistencia: 9.040 espectadores Árbitro(s): Julio Bascuñán |
|                                |                                                       | Tiros desde el punto penal |                                                                  |                                                           |                                                           |
|                                | Cisternas 1 · Cárdenas 1 · Latorre 2 · Aguilera 2 · 2 | | 0 Mirosevic · 1 Calandria · 2 Meneses · 3 Gutiérrez · 4 Cereceda |                                                           |                                                           |

- Universidad Católica ganó 4-2 en la tanda de penales.

## Campeón
| Copa Chile                              |
|                                         |
| Campeón Universidad Católica 4.º título |

## Goleadores
Actualizado el 16 de noviembre de 2011.

| Top 10             | Top 10              | Top 10 |
| Jugador            | Equipo              | Goles  |
| ------------------ | ------------------- | ------ |
| Paolo Frangipane   | Huachipato          | 7      |
| Claudio Latorre    | Magallanes          | 7      |
| Cristian Canío     | Audax Italiano      | 6      |
| Rodrigo Pereira    | Curicó Unido        | 6      |
| Jaison Ibarrola    | Deportes Concepción | 6      |
| Omar Zalazar       | Audax Italiano      | 5      |
| Diego Parada       | C.D.S. Enfoque      | 5      |
| Cristian Milla     | Rangers             | 5      |
| Alejandro Figueroa | Deportes Concepción | 4      |
| César Cortés       | Huachipato          | 4      |

| Tabla de goleadores completa | Tabla de goleadores completa | Tabla de goleadores completa |
| Jugador                      | Equipo                       | Goles                        |
| ---------------------------- | ---------------------------- | ---------------------------- |
| Manuel Villalobos            | Huachipato                   | 4                            |
| Juan Cornejo                 | Magallanes                   | 4                            |
| Esteban Apablaza             | Municipal La Pintana         | 4                            |
| Carlos Cáceres               | Quesos Kumey                 | 4                            |
| Sergio Comba                 | Santiago Morning             | 4                            |
| Braulio Baeza                | Unión Temuco                 | 4                            |
| Francisco Pizarro            | Universidad Católica         | 4                            |
| Mario Aravena                | Universidad de Concepción    | 4                            |
| Renato Ramos                 | Universidad de Concepción    | 4                            |
| Felipe Mora                  | Audax Italiano               | 3                            |
| Marco Antonio Plaza          | Coquimbo Unido               | 3                            |
| Juan José Ossandón           | Deportes Copiapó             | 3                            |
| Claudio Meneses              | Deportes La Serena           | 3                            |
| Mauricio Salazar             | Deportes La Serena           | 3                            |
| Nicolas Argel                | Deportes Puerto Montt        | 3                            |
| Álvaro Sarabia               | Deportes Puerto Montt        | 3                            |
| Rodrigo Díaz                 | Deportes Temuco              | 3                            |
| Christian Pavéz              | Deportes Temuco              | 3                            |
| Marcos Pirchio               | Everton                      | 3                            |
| José Huentelaf               | Lota Schwager                | 3                            |
| Pedro Chamorro               | Municipal Mejillones         | 3                            |
| Iván Álvarez                 | Rangers                      | 3                            |
| Matías Rubio                 | Rangers                      | 3                            |
| Javier Vatter                | Rangers                      | 3                            |
| Víctor Loyola                | Santiago Morning             | 3                            |
| Sebastián Jaime              | Unión Española               | 3                            |
| Matías Donoso                | Unión Temuco                 | 3                            |
| Miguel Orellana              | Unión Temuco                 | 3                            |
| Emiliano Tabone              | Unión Temuco                 | 3                            |
| Pedro Muñoz                  | Universidad de Concepción    | 3                            |
| Mario Cáceres                | Audax Italiano               | 2                            |
| Cristian Canuhé              | Audax Italiano               | 2                            |
| Jean Paul Pineda             | Cobreloa                     | 2                            |
| Miguel Ángel Cuéllar         | Cobresal                     | 2                            |
| Omar Enrique Mallea          | Cobresal                     | 2                            |
| José Pedro Fuenzalida        | Colo-Colo                    | 2                            |
| Roberto Gutiérrez            | Colo-Colo                    | 2                            |
| Marco Medel                  | Colo-Colo                    | 2                            |
| Iván Herrera                 | Coquimbo Unido               | 2                            |
| Carlos Ross                  | Coquimbo Unido               | 2                            |
| Alejandro Maureira           | Curicó Unido                 | 2                            |
| Juan Carlos Muñoz            | Curicó Unido                 | 2                            |
| Osmán Huerta                 | Deportes Antofagasta         | 2                            |
| Javier Bustos                | Deportes Concepción          | 2                            |
| Cristóbal González           | Deportes Concepción          | 2                            |
| David Llanos                 | Deportes Concepción          | 2                            |
| Marco Olea                   | Deportes Copiapó             | 2                            |
| Cristian Bogado              | Deportes Iquique             | 2                            |
| Lucas Ojeda                  | Deportes Iquique             | 2                            |
| Álvaro Ramos                 | Deportes Iquique             | 2                            |
| Juan Sánchez                 | Deportes La Serena           | 2                            |
| Nicolás Bernal               | Deportes Temuco              | 2                            |
| José Barrera                 | Everton                      | 2                            |
| José Luis Muñoz              | Everton                      | 2                            |
| Gabriel Sandoval             | Huachipato                   | 2                            |
| Óscar Salinas                | Iberia                       | 2                            |
| Juan Álvarez                 | Lautaro de Buin              | 2                            |
| Jorge Orellana               | Linares Unido                | 2                            |
| Cristian González            | Lota Schwager                | 2                            |
| Wladimir Herrera             | Lota Schwager                | 2                            |
| Esteban Bravo                | Magallanes                   | 2                            |
| Carlos Cisternas             | Magallanes                   | 2                            |
| Sebastián Alarcón            | Municipal La Pintana         | 2                            |
| Rogelio Castillo             | Municipal La Pintana         | 2                            |
| Roberto Ruz                  | Municipal Mejillones         | 2                            |
| Abel Valenzuela              | Municipal Mejillones         | 2                            |
| Isaac Díaz                   | Naval                        | 2                            |
| Marcos Moscoso               | Naval                        | 2                            |
| Juan Pablo Carrasco          | O'Higgins                    | 2                            |
| Boris Sagredo                | O'Higgins                    | 2                            |
| Guillermo Suárez             | O'Higgins                    | 2                            |
| Juan Jose Albornoz           | Palestino                    | 2                            |
| César Henríquez              | Palestino                    | 2                            |
| Cristián Olivares            | Rangers                      | 2                            |
| Alexis Flores                | San Luis                     | 2                            |
| Mario Pierani                | San Luis                     | 2                            |
| Joel Estay                   | San Marcos de Arica          | 2                            |
| Esteban Pavez                | San Marcos de Arica          | 2                            |
| Rodrigo Soto                 | San Marcos de Arica          | 2                            |
| Fernando Cordero             | Unión Española               | 2                            |
| Esteban González             | Unión Española               | 2                            |
| Martín Ligüera               | Unión Española               | 2                            |
| Fabián Saavedra              | Unión Española               | 2                            |
| Matías Sánchez               | Unión La Calera              | 2                            |
| Wladimir López               | Unión Temuco                 | 2                            |
| Nicolás Castillo             | Universidad Católica         | 2                            |
| Matías Mier                  | Universidad Católica         | 2                            |
| Francisco Castro             | Universidad de Chile         | 2                            |
| Diego Rivarola               | Universidad de Chile         | 2                            |
| Felipe Muñoz                 | Universidad de Concepción    | 2                            |
| Richard Pellejero            | Universidad de Concepción    | 2                            |
| Fabián Benítez               | Audax Italiano               | 1                            |
| Matías Campos                | Audax Italiano               | 1                            |
| Bryan Carrasco               | Audax Italiano               | 1                            |
| Christian Jelves             | Audax Italiano               | 1                            |
| Georgelino Osorio            | Balmaceda                    | 1                            |
| Franco Segovia               | Barnechea                    | 1                            |
| Bryan Cortés                 | Cobreloa                     | 1                            |
| Sebastián Roco               | Cobreloa                     | 1                            |
| Felipe Rojas                 | Cobreloa                     | 1                            |
| Eduardo Farías               | Cobresal                     | 1                            |
| Renato González              | Cobresal                     | 1                            |
| Juan Carlos Lueiza           | Cobresal                     | 1                            |
| Héctor Pericás               | Cobresal                     | 1                            |
| Joel Soto                    | Cobresal                     | 1                            |
| Carlos Soza                  | Cobresal                     | 1                            |
| Boris Rieloff                | Colo-Colo                    | 1                            |
| Matthias Villanueva          | Colo-Colo                    | 1                            |
| Lucas Wilchez                | Colo-Colo                    | 1                            |
| Gonzalo de Porras            | Coquimbo Unido               | 1                            |
| Carlos Escobar               | Coquimbo Unido               | 1                            |
| Roberto Figueroa             | Coquimbo Unido               | 1                            |
| Cristián Muñoz               | Coquimbo Unido               | 1                            |
| Otelo Ocampos                | Coquimbo Unido               | 1                            |
| Marcelo Lucero               | Curicó Unido                 | 1                            |
| Sebastián Malandra           | Curicó Unido                 | 1                            |
| Cristian Reynero             | Curicó Unido                 | 1                            |
| Sebastián Rivera             | Curicó Unido                 | 1                            |
| Richard Olivares             | Deportes Antofagasta         | 1                            |
| Luis Alegría                 | Deportes Concepción          | 1                            |
| Juan Ignacio Briones         | Deportes Concepción          | 1                            |
| Andrés Colombo               | Deportes Concepción          | 1                            |
| Andrés Díaz                  | Deportes Concepción          | 1                            |
| Marcelo Bolton               | Deportes Copiapó             | 1                            |
| Diego Díaz                   | Deportes Copiapó             | 1                            |
| Juan Muñoz                   | Deportes Copiapó             | 1                            |
| Félix Paredes                | Deportes Copiapó             | 1                            |
| Marcos Pereira               | Deportes Copiapó             | 1                            |
| Juan González                | Deportes Iquique             | 1                            |
| Patricio Gutiérrez           | Deportes Iquique             | 1                            |
| Víctor Sarabia               | Deportes Iquique             | 1                            |
| Rubén Taucare                | Deportes Iquique             | 1                            |
| Rafael Caroca                | Deportes La Serena           | 1                            |
| Dwight Pezzarossi            | Deportes La Serena           | 1                            |
| Diego Rosende                | Deportes La Serena           | 1                            |
| Eduardo Rubio                | Deportes La Serena           | 1                            |
| Mathias Vidangossy           | Deportes La Serena           | 1                            |
| Dilman Sáez                  | Deportes Peñalolén           | 1                            |
| Branco Ampuero               | Deportes Puerto Montt        | 1                            |
| Juan Cabral                  | Deportes Puerto Montt        | 1                            |
| Bernardo Campos              | Deportes Puerto Montt        | 1                            |
| Francisco Portillo           | Deportes Puerto Montt        | 1                            |
| Mauricio Segovia             | Deportes Puerto Montt        | 1                            |
| Francisco Delgado            | Deportes Temuco              | 1                            |
| Daniel González              | Deportes Temuco              | 1                            |
| Juan Higueras                | Deportes Temuco              | 1                            |
| Diego Ortiz                  | Deportes Temuco              | 1                            |
| José Pérez                   | Deportes Temuco              | 1                            |
| Orlando Santis               | Deportes Temuco              | 1                            |
| Pedro Henríquez              | C.D.S. Enfoque               | 1                            |
| Mauricio Moreno              | C.D.S. Enfoque               | 1                            |
| Christoper Prado             | C.D.S. Enfoque               | 1                            |
| Cesar Villegas               | C.D.S. Enfoque               | 1                            |
| Raul Gutiérrez               | Everton                      | 1                            |
| Jorge Romo                   | Everton                      | 1                            |
| Marcos Velásquez             | Everton                      | 1                            |
| Marcelo Retamal              | Favorita                     | 1                            |
| Marcelo Soto                 | Favorita                     | 1                            |
| Martín Rodríguez             | Huachipato                   | 1                            |
| Jesús Vera                   | Huachipato                   | 1                            |
| Andrés Vilches               | Huachipato                   | 1                            |
| Matias Campos                | Iberia                       | 1                            |
| Javier Pérez                 | Iberia                       | 1                            |
| Francisco Thomas             | C.D. José Miguel Carrera     | 1                            |
| Fabrizio Cortés              | Linares Unido                | 1                            |
| David Meriño                 | Linares Unido                | 1                            |
| Humberto Álvarez             | Lota Schwager                | 1                            |
| Gustavo Moreno               | Lota Schwager                | 1                            |
| Bibencio Servín              | Lota Schwager                | 1                            |
| Paulo Cárdenas               | Magallanes                   | 1                            |
| Yamil Cortés                 | Magallanes                   | 1                            |
| Fernando Fica                | Magallanes                   | 1                            |
| Mario Núñez                  | Magallanes                   | 1                            |
| Andrés Reyes                 | Magallanes                   | 1                            |
| Patricio Salas               | Magallanes                   | 1                            |
| Rodolfo Hernández            | Municipal La Pintana         | 1                            |
| Jorge Guillen                | Municipal Mejillones         | 1                            |
| Sebastian Vega               | Municipal Mejillones         | 1                            |
| Victor Belaunde              | Municipal Pozo Almonte       | 1                            |
| Michael Soto                 | Municipal Pozo Almonte       | 1                            |
| Mauro Bustamante             | Naval                        | 1                            |
| Felipe Díaz                  | Naval                        | 1                            |
| Andy Lacroix                 | Naval                        | 1                            |
| Matías Rojas                 | Naval                        | 1                            |
| Pablo González               | Ñublense                     | 1                            |
| Diego Olate                  | Ñublense                     | 1                            |
| Eric Olivares                | Ñublense                     | 1                            |
| Yashir Pinto                 | Ñublense                     | 1                            |
| Gonzalo Villegas             | O'Higgins                    | 1                            |
| Junior Fernandes             | Palestino                    | 1                            |
| Rodrigo Riquelme             | Palestino                    | 1                            |
| Alfredo Rojas                | Palestino                    | 1                            |
| Marcelo Jorquera             | Provincial Osorno            | 1                            |
| Ignacio Orostegui            | Provincial Osorno            | 1                            |
| Jaime Rivera                 | Provincial Osorno            | 1                            |
| Alejandro Núñez              | Pudahuel Barrancas           | 1                            |
| Alejandro Figueroa           | Quesos Kumey                 | 1                            |
| Alex Hidalgo                 | Quesos Kumey                 | 1                            |
| César Prambs                 | Quesos Kumey                 | 1                            |
| Javier Capelli               | Rangers                      | 1                            |
| Cristián Durán               | Rangers                      | 1                            |
| Manuel Ormazábal             | Rangers                      | 1                            |
| Cristián Retamal             | Rangers                      | 1                            |
| José Salcedo                 | Rangers                      | 1                            |
| Briyan Castillo              | San Antonio Unido            | 1                            |
| Camilo Aretxabala            | San Luis                     | 1                            |
| Luis Manque                  | San Luis                     | 1                            |
| Víctor Morales               | San Luis                     | 1                            |
| Manuel Neira                 | San Luis                     | 1                            |
| Federico Paulucci            | San Luis                     | 1                            |
| Daniel Vicencio              | San Luis                     | 1                            |
| Jhon Agüero                  | San Marcos de Arica          | 1                            |
| Rafael Celedón               | San Marcos de Arica          | 1                            |
| Néstor Contreras             | San Marcos de Arica          | 1                            |
| José Espinoza                | San Marcos de Arica          | 1                            |
| Fabián Muñoz                 | San Marcos de Arica          | 1                            |
| Francisco Piña               | San Marcos de Arica          | 1                            |
| Leonardo Espinoza            | Santiago Morning             | 1                            |
| Gastón Lezcano               | Santiago Morning             | 1                            |
| Damián Nieto                 | Santiago Morning             | 1                            |
| Jerónimo Barrales            | Santiago Wanderers           | 1                            |
| Jefferson Castillo           | Santiago Wanderers           | 1                            |
| Sebastián Méndez             | Santiago Wanderers           | 1                            |
| Michael Silva                | Santiago Wanderers           | 1                            |
| Moisés Villarroel            | Santiago Wanderers           | 1                            |
| Ramsés Bustos                | Unión Española               | 1                            |
| Braulio Leal                 | Unión Española               | 1                            |
| Rafael Olarra                | Unión Española               | 1                            |
| Gonzalo Villagra             | Unión Española               | 1                            |
| Diego Cuellar                | Unión La Calera              | 1                            |
| Octavio Pozo                 | Unión La Calera              | 1                            |
| Braian Rodríguez             | Unión La Calera              | 1                            |
| Nino Rojas                   | Unión La Calera              | 1                            |
| Ezequiel Carballo            | Unión San Felipe             | 1                            |
| Jimmy Quiroz                 | Unión San Felipe             | 1                            |
| Mauricio Aros                | Unión Temuco                 | 1                            |
| Frank Carilao                | Unión Temuco                 | 1                            |
| Jaime Droguett               | Unión Temuco                 | 1                            |
| Diego Quezada                | Unión Temuco                 | 1                            |
| Luis Ignacio Quinteros       | Unión Temuco                 | 1                            |
| Cesar Carignano              | Universidad Católica         | 1                            |
| Roberto Cereceda             | Universidad Católica         | 1                            |
| Santiago Dittborn            | Universidad Católica         | 1                            |
| Daúd Gazale                  | Universidad Católica         | 1                            |
| Juan Pablo Gómez             | Universidad Católica         | 1                            |
| Kevin Harbottle              | Universidad Católica         | 1                            |
| Hans Martínez                | Universidad Católica         | 1                            |
| Camilo Peña                  | Universidad Católica         | 1                            |
| Gonzalo Sepúlveda            | Universidad Católica         | 1                            |
| Francisco Silva              | Universidad Católica         | 1                            |
| José Luis Villanueva         | Universidad Católica         | 1                            |
| Nicolás Maturana             | Universidad de Chile         | 1                            |
| Eduardo Vargas               | Universidad de Chile         | 1                            |
| Miguel Aceval                | Universidad de Concepción    | 1                            |
| Aníbal Carvallo              | Universidad de Concepción    | 1                            |
| Javier Giménez               | Universidad de Concepción    | 1                            |
| Claudio Guerra               | Universidad de Concepción    | 1                            |
| Miguel Hernández Ortiz       | Universidad de Concepción    | 1                            |
| José Luis Jiménez            | Universidad de Concepción    | 1                            |
| Claudio Sandoval             | Universidad de Concepción    | 1                            |
| Carlos Santucho              | Universidad de Concepción    | 1                            |

     Máximo(s)  goleador(es) de la Copa Chile MTS 2016.